# Sasnowaja (obwód witebski)
Sasnowaja (biał. Сасновая; ros. Сосновая, Sosnowaja) – wieś na Białorusi, w obwodzie witebskim, w rejonie dokszyckim, w sielsowiecie Biehomla. W 2009 roku liczyła 27 mieszkańców.